# Saison 1966-1967 des Bulls de Chicago
La saison 1966-1967 des Bulls de Chicago est la toute première saison du club de basket-ball de la franchise américaine de la National Basketball Association (généralement désignée par le sigle NBA).

## Draft

### Draft d'expansion
La franchise a tout d'abord participé à la draft d'expansion de la NBA, afin d'établir un effectif de base, pour commencer la saison. Ils ont choisi des joueurs, non conservés, par les autres franchises de la NBA.
| Joueur         | Position    | Nationalité | Équipe précédente      |
| -------------- | ----------- | ----------- | ---------------------- |
| John Barnhill  | Meneur      | États-Unis  | Detroit Pistons        |
| Al Bianchi     | Arrière     | États-Unis  | Philadelphia 76ers     |
| Ron Bonham     | Ailier      | États-Unis  | Boston Celtics         |
| Bob Boozer     | Ailier fort | États-Unis  | Los Angeles Lakers     |
| Nate Bowman    | Pivot       | États-Unis  | Cincinnati Royals      |
| Len Chappell   | Pivot       | États-Unis  | New York Knicks        |
| Barry Clemens  | Ailier fort | États-Unis  | New York Knicks        |
| Keith Erickson | Ailier      | États-Unis  | San Francisco Warriors |
| Johnny Kerr    | Ailier fort | États-Unis  | Baltimore Bullets      |
| Jim King       | Meneur      | États-Unis  | Los Angeles Lakers     |
| Don Kojis      | Ailier      | États-Unis  | Detroit Pistons        |
| McCoy McLemore | Pivot       | États-Unis  | San Francisco Warriors |
| Jeff Mullins   | Arrière     | États-Unis  | St. Louis Hawks        |
| Jerry Sloan    | Arrière     | États-Unis  | Baltimore Bullets      |
| Tom Thacker    | Arrière     | États-Unis  | Cincinnati Royals      |
| John Thompson  | Ailier fort | États-Unis  | Boston Celtics         |
| Gerry Ward     | Arrière     | États-Unis  | Philadelphia 76ers     |
| Jim Washington | Pivot       | États-Unis  | St. Louis Hawks        |

### Draft NBA
| Tour | Choix | Joueur          | Poste | Nationalité | Provenance    |
| ---- | ----- | --------------- | ----- | ----------- | ------------- |
| 1    | 10    | Dave Schellhase | G     | États-Unis  | Purdue        |
| 2    | 20    | Erwin Mueller   | F/C   | États-Unis  | San Francisco |

## Classement de la saison régulière
| Division Ouest            | V  | D  | PCT  | GB |
| ------------------------- | -- | -- | ---- | -- |
| Warriors de San Francisco | 44 | 37 | 54.3 | -  |
| Hawks de Saint-Louis      | 39 | 42 | 48.1 | 5  |
| Lakers de Los Angeles     | 36 | 45 | 44.4 | 8  |
| Bulls de Chicago          | 33 | 48 | 40.7 | 11 |
| Pistons de Détroit        | 30 | 51 | 37.0 | 14 |

## Effectif
| Effectif des Bulls de Chicago 1966-1967 |
| --- |
| 4 Jerry Sloan • 5 Guy Rodgers • 6 Gerry Ward • 7 Jim Washington • 8 Dave Schellhase • 9 Don Kojis • 12 Nate Bowman • 14 Erwin Mueller • 15 Keith Erickson • 16 Barry Clemens • 17 George Wilson • 18 McCoy McLemore • 19 Bob BoozerEntraîneur : Johnny Kerr |

## Playoffs

### Demi-finale de Division
(2) Hawks de Saint-Louis vs. (4) Bulls de Chicago : Chicago s'incline sur la série 0-3
- Game 1 @ St. Louis : St. Louis 114, Chicago 100
- Game 2 @ Chicago : St. Louis 113, Chicago 107
- Game 3 @ St. Louis : St. Louis 119, Chicago 106

## Statistiques

### Saison régulière
| Joueur          | Matchs | Min./m. | % Tir | % LF | Rbds/m. | Pass/m. | Pts/m. |
| --------------- | ------ | ------- | ----- | ---- | ------- | ------- | ------ |
| Bob Boozer      | 80     | 30.6    | .487  | .781 | 8.5     | 1.1     | 18.0   |
| Nate Bowman     | 9      | 7.2     | .381  | .750 | 3.1     | 0.2     | 2.4    |
| Len Chappell    | 19     | 9.4     | .449  | .667 | 2.0     | 0.6     | 4.9    |
| Barry Clemens   | 60     | 16.4    | .419  | .756 | 3.4     | 0.7     | 7.3    |
| Keith Erickson  | 76     | 19.1    | .367  | .736 | 4.5     | 1.6     | 7.7    |
| Don Kojis       | 78     | 21.2    | .426  | .604 | 6.1     | 0.9     | 10.2   |
| McCoy McLemore  | 79     | 17.5    | .385  | .772 | 4.7     | 0.8     | 9.2    |
| Erwin Mueller   | 80     | 26.7    | .441  | .658 | 6.2     | 1.6     | 12.7   |
| Guy Rodgers     | 81     | 37.8    | .391  | .806 | 4.3     | 11.2    | 18.0   |
| Dave Schellhase | 31     | 6.8     | .360  | .636 | 0.9     | 0.7     | 3.0    |
| Jerry Sloan     | 80     | 36.8    | .432  | .796 | 9.1     | 2.1     | 17.4   |
| Gerry Ward      | 76     | 13.7    | .381  | .630 | 2.4     | 1.7     | 4.2    |
| Jim Washington  | 77     | 19.2    | .417  | .553 | 6.1     | 0.7     | 7.7    |
| George Wilson   | 43     | 10.4    | .399  | .643 | 3.8     | 0.3     | 4.6    |

### Playoffs
| Joueur          | Matchs | Min./m. | % Tir | % LF | Rbds/m. | Pass/m. | Pts/m. |
| --------------- | ------ | ------- | ----- | ---- | ------- | ------- | ------ |
| Bob Boozer      | 3      | 35.0    | .632  | .786 | 11.7    | 0.3     | 19.7   |
| Barry Clemens   | 3      | 6.7     | .000  | .857 | 1.0     | 0.7     | 2.0    |
| Keith Erickson  | 3      | 22.7    | .444  |      | 3.7     | 1.3     | 8.0    |
| Don Kojis       | 3      | 34.7    | .479  | .625 | 10.0    | 1.3     | 17.0   |
| McCoy McLemore  | 3      | 15.0    | .400  | .867 | 3.0     | 1.3     | 12.3   |
| Erwin Mueller   | 3      | 28.0    | .308  | .714 | 4.7     | 3.0     | 8.7    |
| Guy Rodgers     | 3      | 32.3    | .375  | .800 | 2.0     | 6.0     | 11.3   |
| Dave Schellhase | 2      | 1.5     | .000  | .500 | 0.5     | 0.0     | 0.5    |
| Jerry Sloan     | 3      | 23.7    | .387  | .667 | 3.3     | 0.3     | 10.0   |
| Gerry Ward      | 3      | 19.3    | .375  | .500 | 1.7     | 2.7     | 4.7    |
| Jim Washington  | 3      | 12.7    | .455  | .800 | 3.3     | 0.7     | 8.0    |
| George Wilson   | 2      | 13.5    | .222  | .500 | 4.5     | 0.0     | 3.5    |

## Récompenses
- Johnny Kerr, NBA Coach of the Year
- Erwin Mueller, NBA All-Rookie First Team
- Guy Rodgers, NBA All-Star Game
- Jerry Sloan, NBA All-Star Game